# Stadium Gal
El Stadium Gal es un campo de fútbol situado en la localidad de Irún (Guipúzcoa) España. En él disputa sus partidos como local el Real Unión Club de Irún que actualmente juega en la Primera División RFEF. Está a menos de 500 metros de distancia de la frontera franco-española.

## Historia

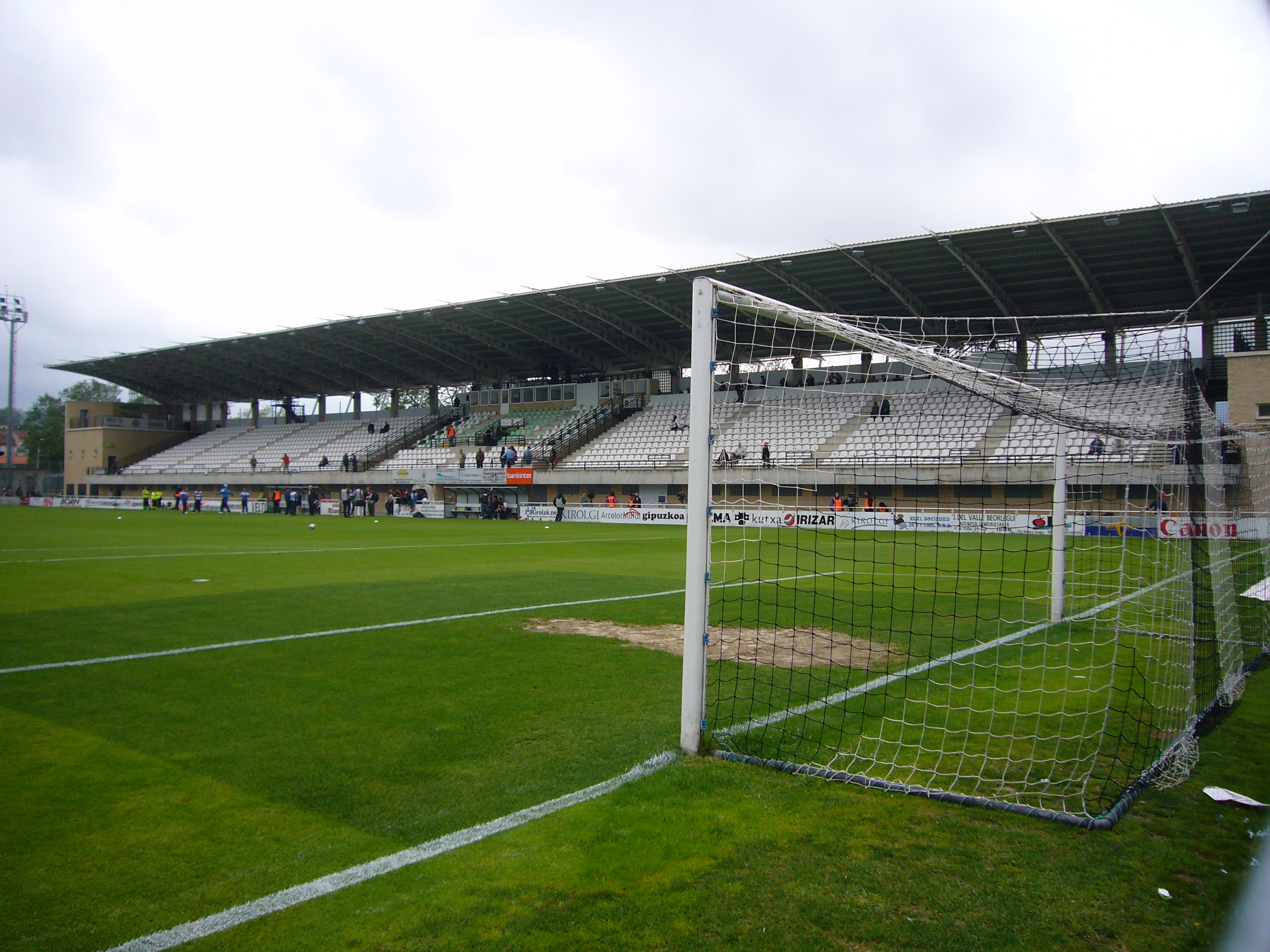
La tribuna

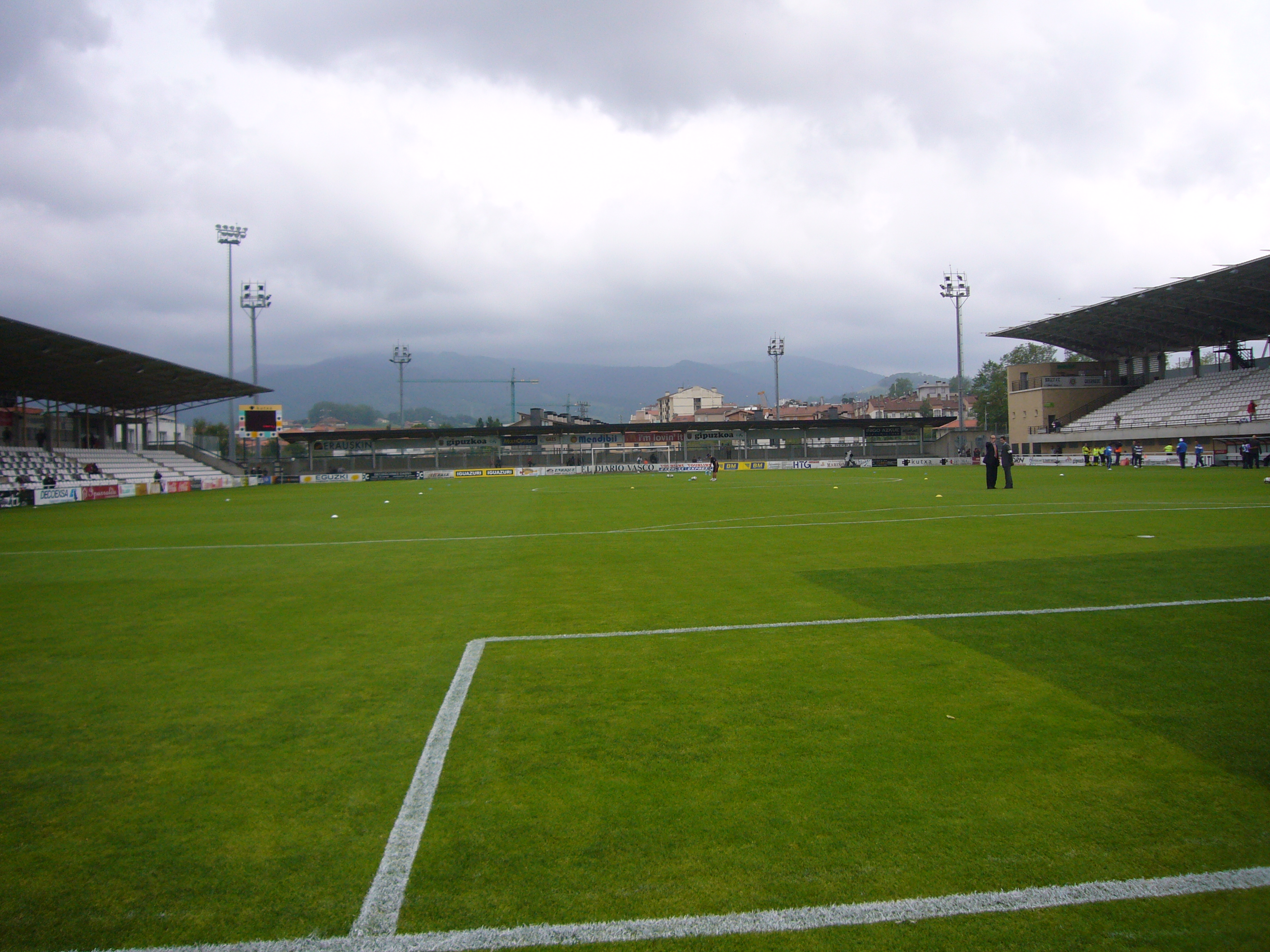
Vista desde el fondo norte

El campo fue construido en el año 1926 gracias a la donación de los terrenos por parte de Salvador Echeandía Gal.
Durante la Guerra Civil y la posguerra fue utilizado como campo de concentración para albergar a decenas de miles de republicanos que regresaban desde Francia. Los prisioneros eran expoliados de sus escasas pertenencias nada más llegar. Operó como parte del complejo concentracionario franquista de Irún y Fuenterrabía desde 1937 hasta diciembre de 1942.
En este estadio el Real Unión disputó todos sus partidos como local en Primera, Segunda, Segunda B y en Tercera y en él logró el récord de ser el primer equipo de Segunda B en eliminar al Real Madrid en una eliminatoria a doble partido (ida 3-2 y vuelta 4-3).
El estadio fue reconstruido en 1997. En la actualidad dispone de 6.344 localidades y tiene césped natural.

## Incidencias
El 30 de noviembre de 2008 el equipo se enfrentó al Real Madrid en dieciséisavos de final de la Copa del Rey de fútbol 2008-09. El jugador madridista Ruben de la Red cae desplomado en el minuto 12 al sufrir un síncope agudo. Dos años más tarde se vio obligado a dejar el fútbol por recomendación médica. El equipo irundarra eliminó por sorpresa al equipo merengue por un 3-2 (Stadium Gal) y 4-3 (Santiago Bernabéu).